# FrancEyE
FrancEyE née Frances Elizabeth Dean le 19 mars 1922 à San Rafael (Californie) et décédée le 2 juin 2009 à Greenbrae, de son vrai nom Frances Dean Smith, est une poètesse américaine de Venice, Côte Ouest, États-Unis.

## Biographie
Le père de FrancEyE, ingénieur électricien issu d'une famille aisée, meurt alors qu'elle n'a que huit ans. Ses grands-parents paternels emmènent alors la mère et ses deux filles à Lexington sur la Côte Est. C'est là qu'elle grandit, la famille changeant souvent de résidence comme elle l'a raconté en 2008 dans un livre de poèmes en prose, Grandma Stories. Elle s'intéresse adolescente à la poésie et est publiée dans des revues confidentielles (« Scholastic »). FrancEyE entreprend des études au Smith College de Northampton, elle y étudie la poésie avec Grace Conkling et publie une villanelle en 1942 dans la colonne intitulée The Conning Tower de William Rose Benét, dans le Saturday Review of Literature. Avec l'arrivée de la Seconde Guerre mondiale, elle rejoint à Washington le Women's Army Corps.
Elle épouse Wray Smith, un soldat, le couple déménage dans le Michigan. Ils ont 4 filles que FrancEyE élève tout en poursuivant ses activités poétiques. Elle entretient une correspondance régulière avec le poète Stanley Kurnik.Celui-ci connaissait Charles Bukowski et voulait le persuader de donner une lecture. Bukowski envoya des poèmes que Stanley Kurnik fit lire à FrancEye. Impressionnée, elle entreprend alors d'écrire à Charles Bukowski. Puis elle divorce et en 1963, revient vivre en Californie, à Garden Grove, chez sa mère.
FrancEyE tombe enceinte de Bukowski et décide de garder l'enfant. Bukowski se range à ses arguments, lui propose le mariage et tous les deux emménagent dans un bungalow sur De Longpre Avenue à Los Angeles,. Le 7 septembre 1964, FrancEyE accouche d'une petite fille en bonne santé. Sa mère la prénomme Marina en hommage à une courtisane, et Bukowski lui donne Louise comme second prénom en hommage à Gipsy Lou Webb, la femme de son ami et premier éditeur Jon Edgar Webb. Charles Bukowski n'aime pas les amis de l'atelier de poésie de FrancEyE, en particulier Stanley Kurnik. Il reproche à sa compagne de s'engager dans une lutte vaine pour  « sauver et comprendre le genre humain ». Une nuit, à la fin de novembre 1965, il rentre de son travail, prend une bière dans le frigo et lui dit : « Il faut que tu t'en ailles ». Ils se séparent selon FrancEyE parce que : « deux personnes dérangées ne peuvent tout simplement pas vivre ensemble », cependant elle concède que sa relation avec Bukowski l'a confortée et fait grandir dans sa vocation de poète.
Elle enchaîne différents travaux alimentaires tout en ne cessant jamais d'écrire, et tout en élevant Marina Louise (Bukowski verse régulièrement sa pension alimentaire). Puis elle fait partie de l'aventure du cercle littéraire « Beyond Baroque Literary Arts Center » de Venice dont elle deviendra au fil des ans une figure de proue respectée. Elle reçoit un prix littéraire. Et publie l'essentiel de son œuvre à la fin de sa vie. Elle meurt des complications d'une fracture du fémur. Pacifiste, FrancEyE pensait que la poésie avait le pouvoir de changer les gens et  elle voyait son travail de poète comme le fait « d'être soi-même et d'encourager les gens à être eux-mêmes » et considérait que « les choses ne changeront que si les personnes changent. Les unes après les autres. » . Elle dut son surnom de « Vieux Chicot », « Old Snaggle-Tooth  » au titre du poème d'amour que Charles Bukowski écrivit pour elle : « Et un pour le vieux chicot », dans L'amour est un chien de l'enfer (« Love is a Dog from Hell ») en  1977. Elle était également surnommée par ses amis et son entourage de la côte Ouest : « The Bearded Witch of  Ocean Park » ou « L'ensorceleuse barbue d'Ocean Park ».

« FrancEyE est une voix originale, un poète rebelle de la veine de Kenneth Patchen et Muriel Ruykeser, partageant avec eux une insistance à être si merveilleusement dans le pouvoir du langage de tous les jours. Son œuvre est nourrie d'enjouement, d'observation enthousiaste et de profonde intelligence. C'est un poète magistral à l'ombre des palmiers de sa ville, Los Angeles - un écrivain qui doit être entendu par tous les vrais lecteurs. »

— Neeli Cherkovski

## Œuvres
- Four Poets, (Ruth Wire, Grace Bogart, Joanne Stell, S.S.Veri), écrit sous le pseudonyme S.S. Veri
- Snaggletooth in Ocean Park : Selected Poems, 1940-1996, The Sacred Beverage Press, 1996.
- Amber Spider, 2004 (Pearl Press)
- Grandma Stories, (illustré par Tim Donnelly), 2008
- Call, 2009 (Rose of Sharon Press)

## Documentaires
- 2003 Bukowski: Born Into This
- 2006 Graffiti Verité 6: "The Odyssey: Poets Passion & Poetry"[12]